# Энергетика Сербии

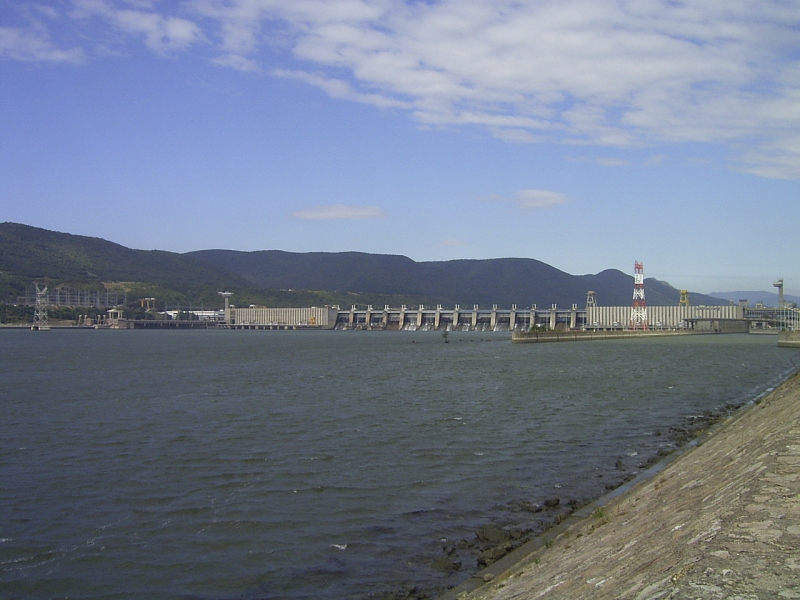
Гидроэлектростанция Джердап I (2254,8 МВт., Сербия, Румыния)

Энергетика Сербии  —  отрасль экономики страны, занимающаяся вопросами снабжения страны разными видами энергии, включая электроэнергию, вопросами  производства, потребления и импорта используемой энергии и сырья. В связи с удешевлением традиционных источников в начале XXI века, развитие энергетики с использованием возобновляемых источников энергии является для страны экономически нецелесообразным.

## Электроэнергия

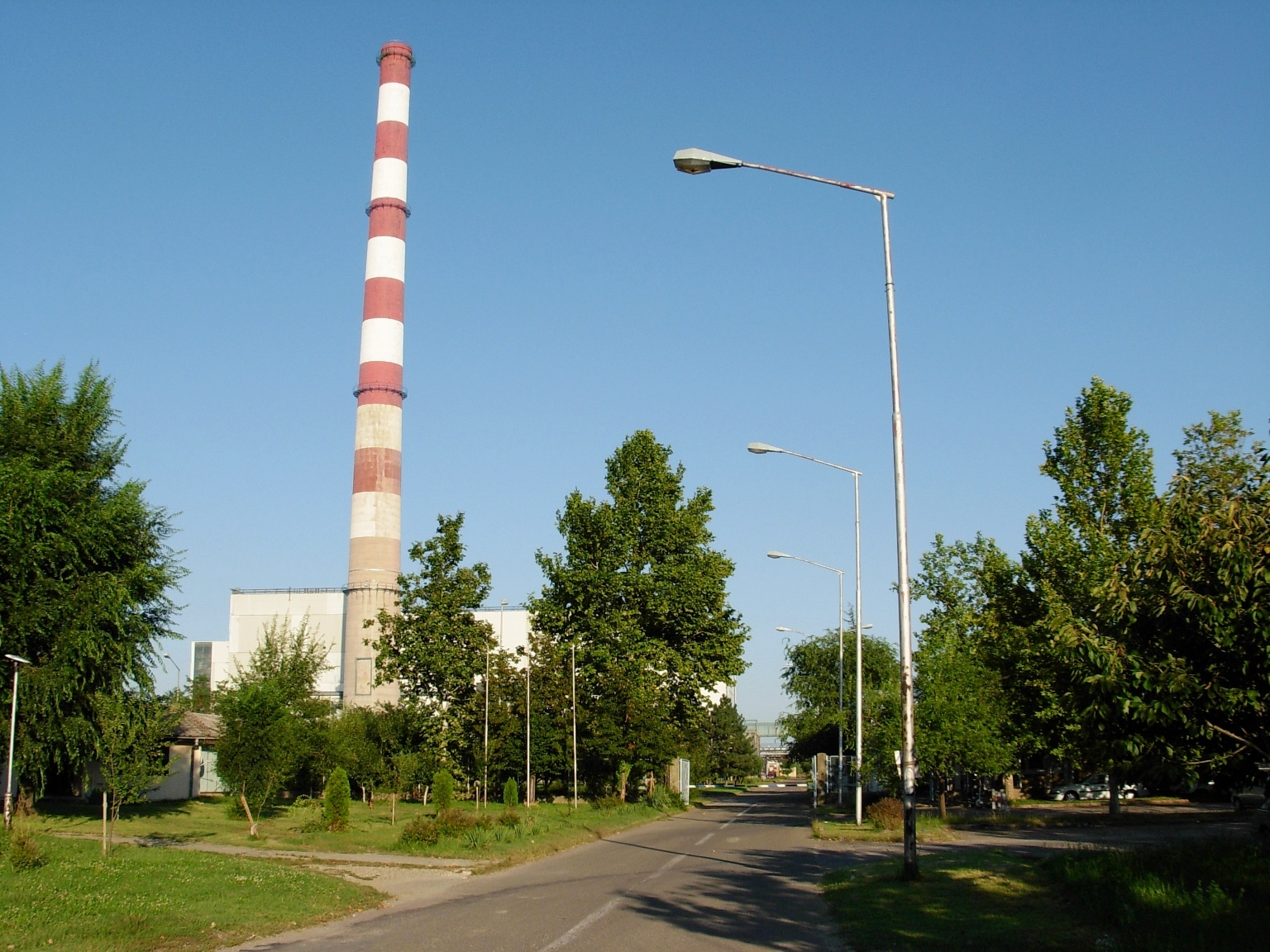
ТЭЦ в Нови-сад, Сербия

Мощность, генерируемая сербскими ТЭС, составляет 5 171 МВт., ТЭЦ на газовом и жидком топливе — 353 МВт. Ветроэнергетика генерирует 357 МВт. электроэнергии, гидроэнергетика (ГЭС) — 2 835 МВт. Основным производителем электроэнергии в Сербии является компания Електропривреда Србије. Компания имеет суммарную мощность 8 379 МВт и генерирует 38,9 млрд. кВт. ч. электроэнергии в год.
Компания Електропривреда Србије (EПС) является также крупнейшим в Сербии производителем бурого угля. Компания добывает уголь на каменноугольных бассейнах в Колубара и Костолаце, производя около 37 млн тонн угля в год (2010). Запасы угля в стране составляют около 18,1 млрд тонн, из них около 17,3 млрд тонн составляют бурые угли.
Теплоэлектростанции в стране работают на буром угле. Крупнейшей ТЭЦ близ города Обреновац, к юго-западу от Белграда является «Никола Тесла А» (1650 МВт., выдаёт треть электрической мощности Сербии).
В целях повышения эффективности отрасли за счёт действия рыночных механизмов в сфере производства и поставки электроэнергии, правительством Сербии в сфере электроэнергетики в 2004 году был принят закон "Об энергетике". Согласно закону компания Електропривреда Србије  занимается вопросами генерирования электроэнергии, а потребители покупают электроэнергию по регулируемым тарифным ценам. Некоторым покупателям, в соответствии с Законом, дана возможность приобретать электроэнергию на открытом рынке. В начальной стадии рынок электроэнергии был открыт для всех клиентов с годовым потреблением электроэнергии выше 25 ГВт·ч. 1 января 2007 года Агентство по энергетике Республики Сербии приняло решение, по которому право на приобретение статуса уполномоченного клиента получают все потребителей электроэнергии с годовым потреблением более 3 ГВт. (около 350 клиентов). Постепенное открытие сербского рынка электроэнергии будет продолжаться до тех пор, пока рынок не будет полностью открыт для всех, включая население.

## Нефть и природный газ

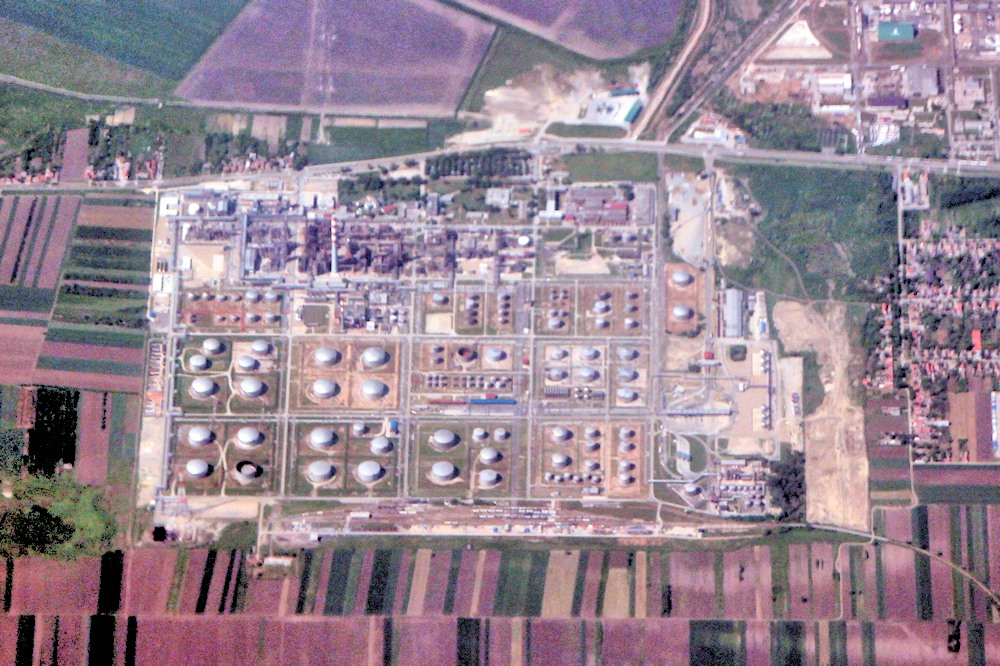
Нефтеперерабатывающий завод в Панчево

Нефтяная индустрия Сербии занимается разведкой и добычей нефти и газа, а также производством геотермальной энергии. Запасы нефти и газа в Сербии составляют около 400 млн тонн, разведанные —  около 60 млн тонн (2006), добывается до 1,6 млн тонн нефтяного эквивалента (2011).
Компания располагает всем необходимым оборудованием для проведения целого ряда комплексных мероприятий, таких как проведение геофизических работ, контроль за добычей нефти и её добычей, добычей газа и использованием геотермальной энергии. Большинство нефтяных месторождений находятся на территории Сербии, в области Банат. В 2011 году нефтяная индустрия Сербии начала расширять бизнес в Юго-Восточной Европе: в Боснии и Герцеговине, Румынии и Венгрии.

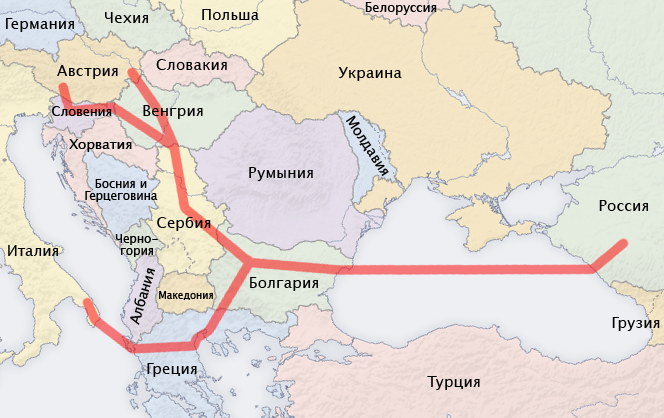
Первоначальный маршрут газопровода Южный поток

Компания владеет и управляет Нефтеперерабатывающим заводом в городе Панчево (мощность 4.8 млн тонн нефти) и Нови-сад (годовая мощность 2.6 миллионов тонн нефти), газовым заводом в Елемире. Нефтеперерабатывающий комплекс страны производит весь спектр нефтепродуктов — от моторных бензинов и дизельного топлива, до  смазочных масел и сырья для нефтехимии, а также мазут, дорожный и промышленный битуми др.
Государственная нефтегазовая компания «Сербиягаз», управляет газотранспортной системой страны, которая включает в себя 3 177 километров магистральных и региональных газопроводов и подземное хранилище газа на 450 млн кубометров в районе Банатски двор. Сербский нефтепровод «Адрия» соединён с нефтепроводом «Дружба».
Со временем через Сербию пройдёт газопровод Южный поток и через отводы  — газопровод Nabucco.

## Гидроэнергетика
В 2022 году мощность гидроэнергетики составляла 3 097 МВт. Крупнейшей ГЭС в стране является Джердап I, которая находится в 943 км. от устья реки Дунай на границе с Румынией.
В настоящее время в Сербии 35% вырабатываемой электроэнергии поступает от ГЭС.

## Возобновляемая энергия
В 2022 году мощность возобновляемой энергетики составляла 3 054 МВт.

### Биогаз
В 2022 году мощность биогаза составила 34 МВт.

### Биоэнергетика
В 2022 году мощность биоэнергетики составляла 36 МВт.

### Ветроэнергетика
В 2022 году мощность ветроэнергетики составляла 398 МВт.

### Солнечная энергетика
В 2022 году мощность солнечной энергетики составляла 137 МВт.